# Мануель Беніто де Кастро
Мануель Беніто де Кастро Аркая (ісп. Manuel Benito de Castro Arcaya; 21 січня 1751 — 5 березня 1826) — південноамериканський політик, виконував обов'язки президента Вільної Держави Кундінамарка за відсутності Антоніо Наріньйо.

## Біографія
Народився 1751 року в Санта-Фе-де-Боготі. В молоді роки навчався в єзуїтів, через що отримав прізвисько «отець Мануель».
Під час революційних заворушень у Новій Гранаді був на боці створення сильної централізованої держави, тому Антоніо Наріньйо запросив його до складу свого уряду, коли став президентом Вільної Держави Кундінамарка. 1812 року під час участі Наріньйо в боротьбі проти федералістів у Тунсі на Кастро було покладено президентські повноваження (офіційно від 19 серпня).
Мануель Беніто де Кастро був дуже ексцентричною особою. Він одягався за модою 1767 року, а однією умов виконання ним обов'язків президента було право залишати засідання Конгресу, щоб вигуляти свого собаку. Він був неспроможний нормально керувати країною в складні часи, тому у вересні Наріньйо був змушений забрати владу назад.
Коли Іспанія відновила свою владу над Новою Гранадою, іспанський генерал Пабло Морільйо вирішив не страчувати Кастро, який явно не складав небезпеки для колоніальної влади, а лише заслав його до Тунхи. Після вигнання роялістів Мануель Кастро повернувся до Боготи, де й помер у березні 1826 року.